# DB InfraGO
DB InfraGO AG (VKM DBMP) je německý provozovatel dráhy patřící do skupiny Deutsche Bahn. Vznikl v roce 2023 sloučením společností DB Netz a DB Station&Service.

## Historie
Společnost byla zřízena 27. prosince 2023 sloučením společností DB Netz a DB Station&Service. Popudem pro zřízení nové společnosti byl velký infrastrukturní program vyhlášený německou spolkovou vládou, který zahrnuje mj. modernizaci asi 25 tisíc km železničních tratí, z toho 4 tisíce km do roku 2030.

## Společnost v číslech
Firma je zodpovědná za provozování a údržbu asi 33 400 km železničních tratí v Německu, včetně 5400 železničních stanic a zastávek. Zaměstnává přibližně 60 tisíc pracovníků.